# رهج أصفر
الرهج الأصفر معدن ثالث كبريتيد الزرنيخ (As2S3)، صخر أصفر اللون يوجد في عروق البراكين أو حول النافورات الحارة، يوجَد كُتليّاً أو مُتَورِّقاً في عُروق الصخر ورُسابات الحَمّات وقُربَ البراكين.
له لون برتقالي مائل للأصفر ويتواجد في جميع أنحاء العالم، وكما ينتج بالتسامي عند منفس البراكين، والعروق الباردة للمياه الحارة، الينابيع الساخنة، ومنتجا ثانويا لانحلال معدن زرنيخ آخر، رهج الغار. غالبا ما يتم العثور عليه مرتبطا مع رهج الغار.

## الاسم
Orpiment اسمه مأخوذ من الكلمة اللاتينية (auripigmentum) ومعناها : (pigmentum خضاب + aurum-ذهب) بسبب لونه الأصفر الغامق.

## معرض صور

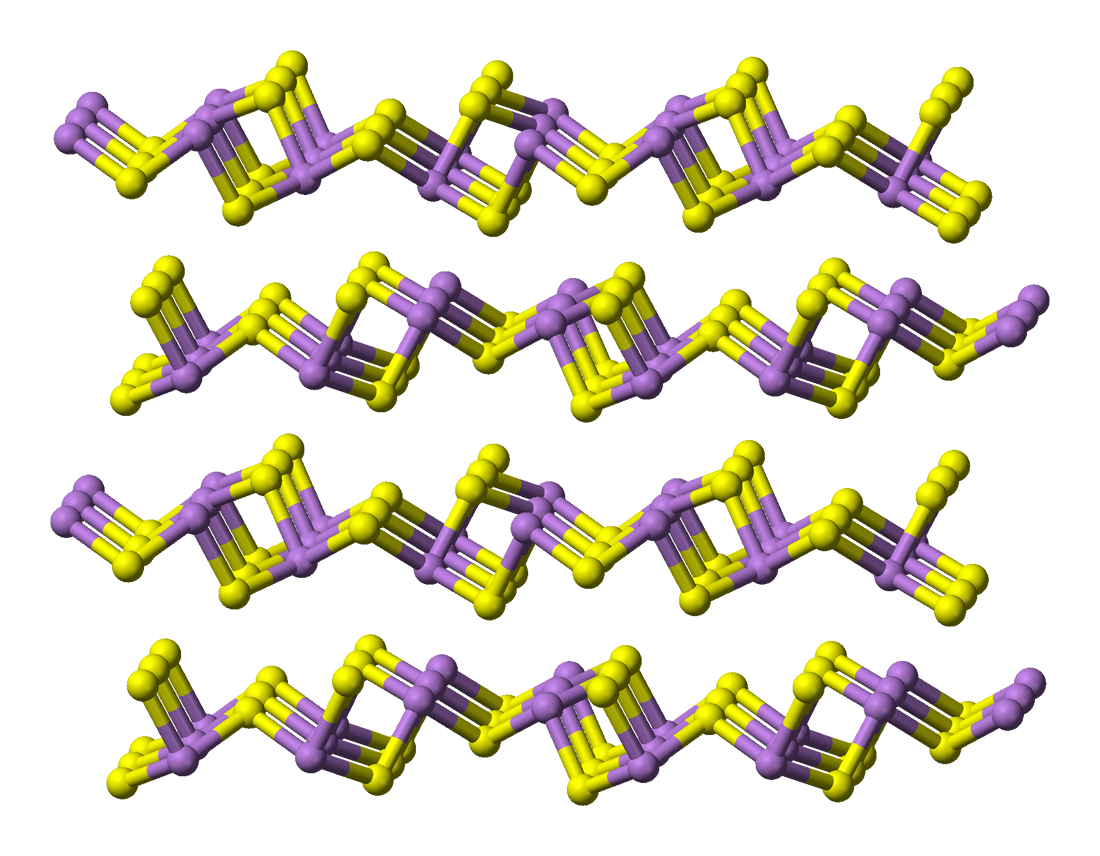
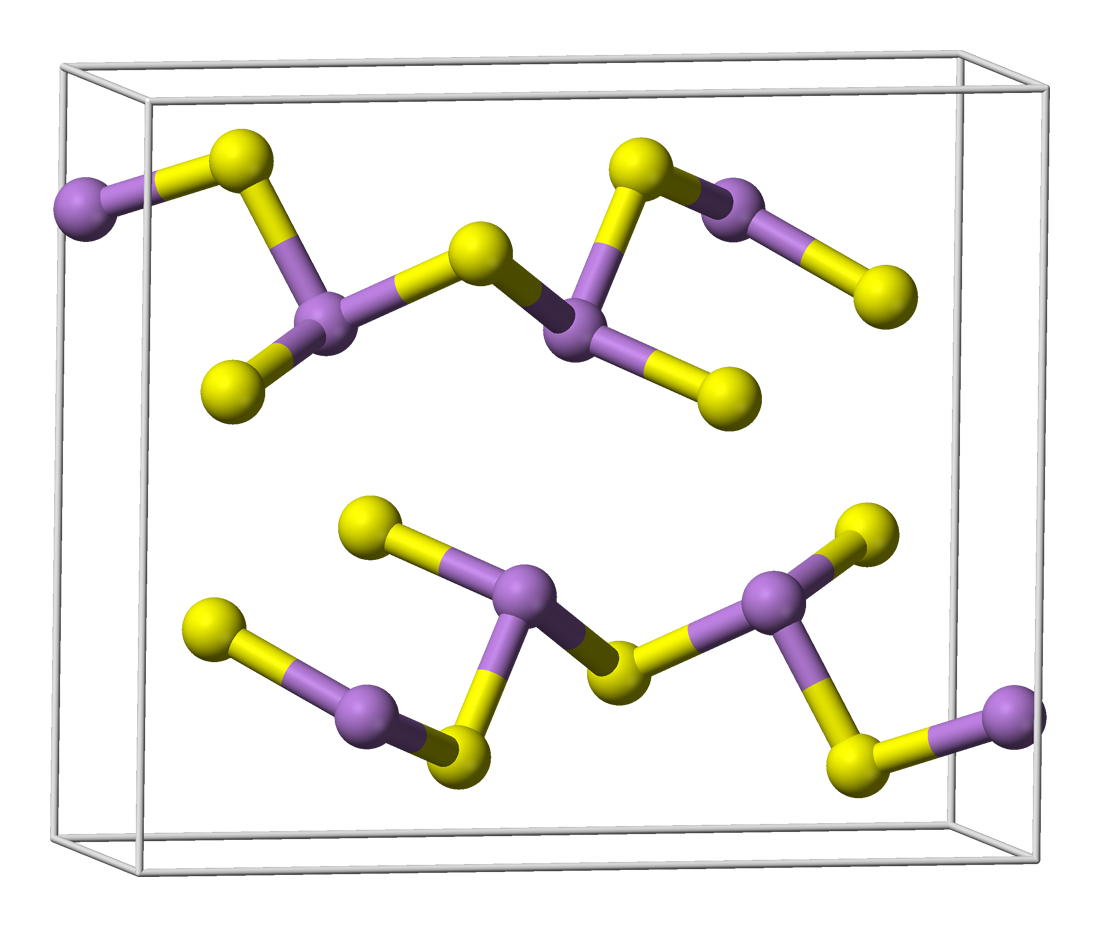
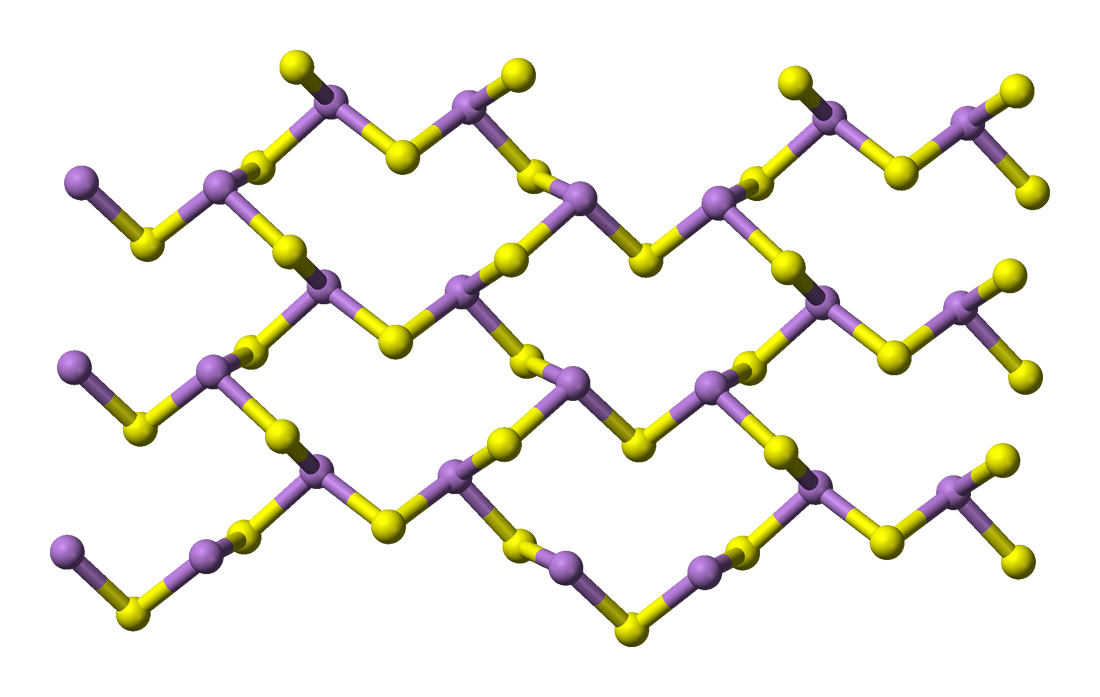